# Dialogues de bêtes
Dialogues de bêtes est une œuvre littéraire de Colette, entre poésie et théâtre, contenant douze dialogues. L’ouvrage connaîtra plusieurs éditions successives : il est publié une première fois en 1904 avec quatre dialogues (Sentimentalités, Le Voyage, Le dîner est en retard, Le Premier Feu), puis en 1905, en en contenant trois supplémentaires (Elle est malade, L’Orage et Une visite), et enfin sous sa forme finale en 1930, avec l’addition d’encore cinq autres dialogues (Music-hall, Toby-Chien parle, La Chienne, Celle qui en revient et Les Bêtes et la Tortue).
Ces dialogues ont pour principaux protagonistes un bouledogue, Toby-Chien, et un chat, Kiki la doucette, ainsi que “Lui” et “Elle”, les maîtres.

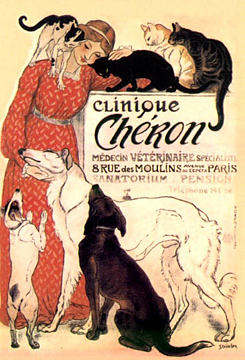
Affiche d'une clinique vétérinaire par Steinlen (1859-1923).